# 宮川睦男
宮川 睦男（みやがわ むつお、1916年11月3日 - 1979年3月17日）は、昭和時代の労働運動家。三池炭鉱労働組合（三池労組）組合長、日本社会党熊本県本部書記長。

## 経歴
長野県上高井郡高山村生まれ。高等小学校卒業後に、農業に従事。1936年住友金属桜島伸銅所に就職。1941年三井三池鉱業所四山坑の炭鉱夫となる。1946年三池炭鉱労働組合（三池労組）結成と同時に総務部長。1951年6月社会主義協会同人。1953年5月三池労組組合長（書記長・河野昌幸）となり、「英雄なき113日の闘い」、1959～1960年の三池争議を指導。1963年8月争議指導責任で懲戒解雇。1965年労働大学大牟田分校校長。1971年8月定年で組合長を退任。のち日本社会党熊本県本部書記長。1979年3月17日、肺がんで死去、62歳。向坂逸郎が弔辞を読んだ。

## 関連文献
- NHK取材班『NHKスペシャル 戦後50年その時日本は 第2巻』（日本放送出版協会、1995年） ISBN 414080209X
- 平井陽一『三池争議-戦後労働運動の分水嶺』（ミネルヴァ書房、2000年） ISBN 4623032590
- 佐藤晃『三池争議―将校生徒の戦後』（戦史刊行会、1998年）ISBN 9784795246393